# Леопольд Австрийский
Леопольд Австрийский (нем. Leopold, Erzherzog von Österreich), при рождении Леопольд Мария Альфонс Бланка Карл Антон Биатрис Михаэль Иосиф Питер Игнат Габсбург-Лотарингский (нем. Leopold Alphons Maria Blanca Beatrice Carl Anton Joseph Michael Ignat Peter von Habsburg-Lothringen; 30 января 1897, Загреб, Транслейтания — 14 марта 1958, Уиллимантик, Коннектикут, США) — австрийский эрцгерцог из Тосканской ветви династии Габсбургов.

## Биография
Эрцгерцог Леопольд родился 30 января 1897 года в Загребе, где служил его отец, австрийский эрцгерцог из Тосканской ветви династии Габсбургов Леопольд Сальватор. Матерью Леопольда была испанская инфанта Бланка, дочь претендента на трон Испании дона Карлоса Младшего. Леопольд стал пятым ребёнком и вторым сыном в семье, в которой впоследствии родилось ещё пять детей. При рождении получил имя Леопольд Мария Альфонс Бланка Карл Антон Биатрис Михаэль Иосиф Питер Игнат Габсбург-Лотарингский с титулом «Его Императорское и Королевское Высочество эрцгерцог Австрийский, принц Венгерский, принц Богемский, принц Тосканский».
Семья Леопольда была очень богатой. Они владели двумя дворцами под Веной: Тосканским дворцом и Вильгельминенбергом. Лето обычно проводили в Италии, где их матери принадлежала вилла в Виареджо. Он получил хорошее образование. Мать была главой их семьи, обладая властным характером, отец был военным и изобретателем, создавшим несколько военных изобретений. Предки со стороны отца правили в Австрии, Тоскане и Королевстве обеих Сицилий, со стороны матери — в Испании, Франции и герцогстве Парма.
Во время Первой мировой войны служил лейтенантом артиллерии в австрийской армии вместе со старшим братом Райнером. Его действия в битве при Медиацце в Италии (25 мая 1917) были положительно отмечены. В возрасте 19 лет он получил Орден Золотого Руна от императора Франца Иосифа, став последним человеком, которого наградил император перед смертью в 1916 году. Юный эрцгерцог также принял участие в битве при Пьяве в 1918 году.
В 1917 году стал пожизненным членом палаты господ рейхсрата Цислейтании. Однако, он пробыл в палате только год, из-за распада Австро-Венгрии.
После падения австрийской монархии, Леопольд вместе с братом Райнером отказались от претензий на австрийский престол, чтобы остаться жить в Австрии, и приняли республиканское правительство. Вся остальная семья, родители, братья и сестры, уехали в Испанию, где поселились в Барселоне.
Эрцгерцог ещё во время австрийской империи был влюблен в баронессу Дагмар Николикс-Подринска (1898—1967) из мелкой хорватской знати. Но родители были против такого неравного союза. После падения монархии, эрцгерцог женился на ней 12 апреля 1919 года в Вене. Это был морганатический брак. От бывшего императора Карла I она получила титул баронесса фон Велфенау. В браке родилась одна дочь:
- Габриэла Габсбург-Лотарингская (15 мая 1921 — 2008), графиня Велфенау с 1922 года, вышла замуж за Яна фон дер Мюхля (1918—1977), швейцарского банкира. Супруги развелись в 1958 году. У них родилось 3 детей:
  - Марина фон дер Мюхль (род. 6 декабря 1949), 11 октября 1970 года вышла замуж за Яна фон Маршан и Ансамбурга (род. 1941). У них родилось две дочери.
  - Ян Теодор фон дер Мюхль (род. 29 марта 1951), не женат. Детей нет.
  - Патрик фон дер Мюхль (28 сентября 1954 — декабрь 1980), женат не был. Детей не имел.

Через свою мать, инфанту Бланку, Леопольд, после смерти своего дяди Хайме, герцога Мадридского, стал карлистическим претендентом на испанский престол, но, ввиду морганатического брака, он отказался и передал это право младшему брату Карлу Пию (1909—1953).
В 1930 году Леопольд оказался замешан в громком семейном скандале. Дело касалось драгоценного колье, известного, как колье Наполеона, принадлежавшего Марии Терезы Португальской — родственнице Леопольда. Она унаследовала колье от своего мужа и решила продать его. Она передала колье Леопольду. Ювелирное изделие оценили в 400 000$. Леопольд продал его, передав своей родственнице только 60 тыс. долларов, а остальное забрав себе. Мария Тереза обратилась в американский суд. Леопольд в конечном счете вернул ей все деньги.
В 1931 году он развелся с женой и уехал в США, где женился во второй раз Алисе Гибсон Коберн (1898—1960). В браке детей не было.
Какое-то время Леопольд стремился сделать карьеру в Голливуде, получив несколько эпизодических ролей. После этого он переехал в небольшой город Уиллимантик, штат Коннектикут, где работал на заводе и жил спокойной жизнью со своей второй женой. Умер в 1958 году, перед этим в 1953 году став гражданином США. Его прах находится в Императорском склепе в Вене.

## Награды
— Орден Золотого Руна (Австро-Венгрия);